# Amalie von Gollowin
Amalie Dorothea Benedicte von Gollowin (* 30. Juni 1764; † 23. Mai 1831 in Uetersen) war eine Wohltäterin, Konventualin und Priorin des Klosters Uetersen.

## Leben
Sie entstammte dem osteuropäischen Adelsgeschlecht Gollowin. Amalie Benedicte Dorothea von Gollowin war von 1814 bis 1831 Priorin des Klosters Uetersen. Sie war die Nachfolgerin ihrer Tante Dorothea Catharina von Ahlefeldt aus dem Hause Lehmkuhlen (1750–1814) und wurde am 5. August 1814 zur Vorsteherin des Klosters gewählt.
Sie war eine Führungspersönlichkeit des 19. Jahrhunderts im Uetersener Kloster, bei ihrer Tante, der Priorin Dorothea Catharina von Ahlefeldt aufgewachsen und in Uetersen konfirmiert, war es ihr größter Wunsch, ihr ganzes Leben im dortigen Kloster zubringen zu dürfen. Doch ihre Eltern hatten vergessen sie in Kloster einschreiben lassen. Nachdem Friedrich VI. im Jahre 1808 den Thron bestieg und von seinem Recht Gebrauch machte, vier Damen des auswärtigen Adels mit einem Klosterplatz zu bedenken, wurde auch Amalie Dorothea Benedicte von Gollowin im Kloster eingeschrieben. Nach nur sechs Jahren als Konventualin wurde sie zur Priorin des Klosters gewählt.

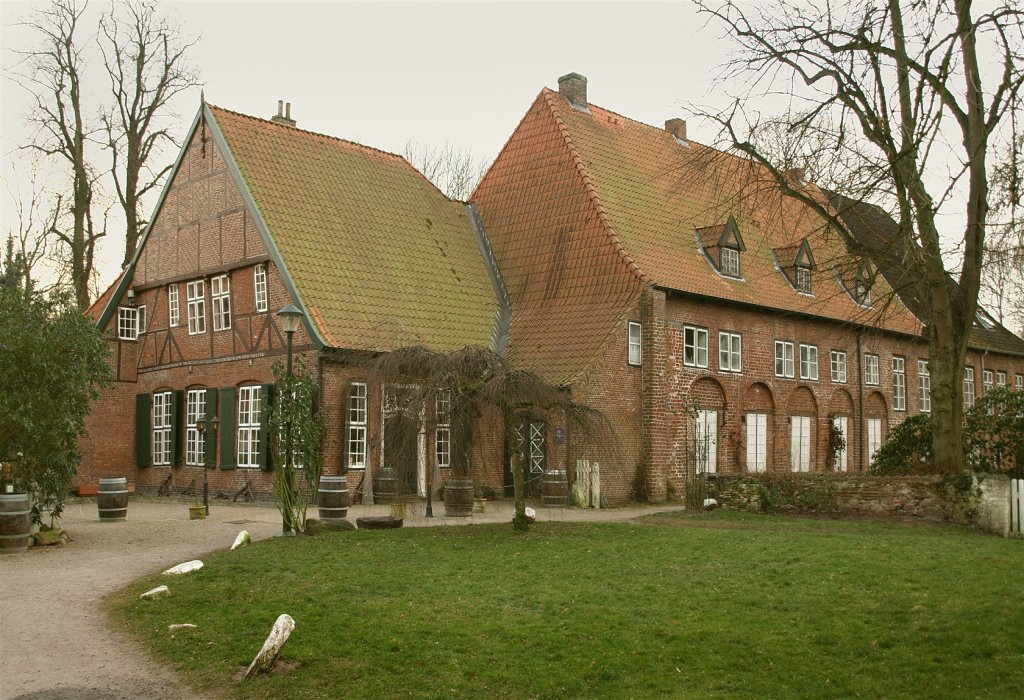
Das Südhaus (rechts) mit den Arkaden des vermauerten Kreuzgangs

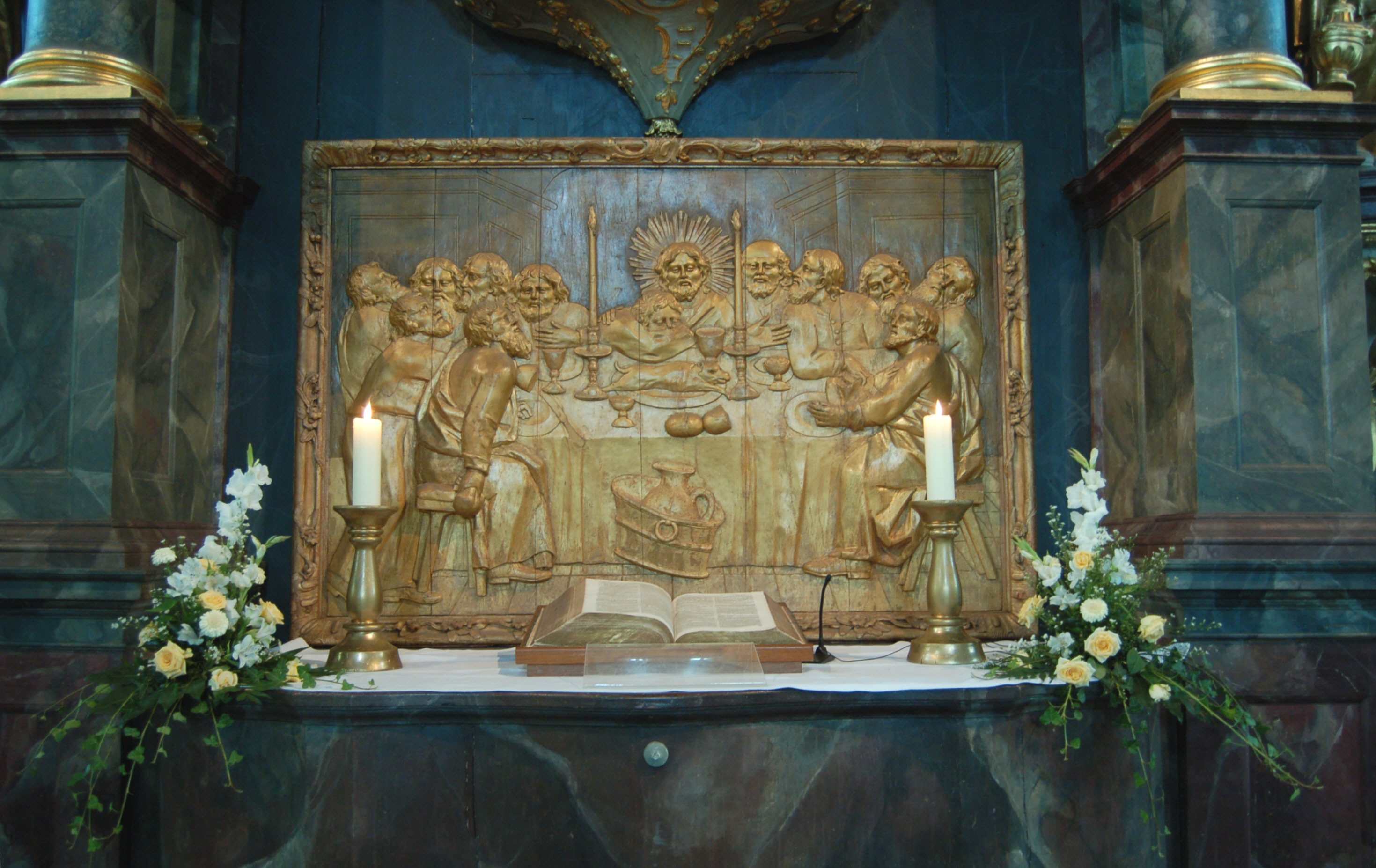
Das ungeliebte Altarbild gestiftet von Wilcken Wigbers (1635–1691)

Noch als Konventualin setzte sie sich für das Kloster ein. Ihre Tante Dorothea Catharina von Ahlefeldt wollte den baufälligen Westtrakt des Klausurgebäudes abbrechen lassen. Um den Abbruch finanzieren zu können, suchte diese einen Käufer für die wieder verwertbaren Baumaterialien nach dem Abriss durch Aushang und Zeitungsannoncen. Als eine der Interessent erhielt Konventualin Gollowin den Zuschlag. Ein Jahr später als Priorin gewählt, wurde das Gebäude abgerissen und sie ließ das durch den Abbruch beeinträchtigte Südhaus mit den alten Steinen des Westtraktes zumauern. Mit den restlichen Steinen wurde in ihrem Auftrag das unterschiedlich hohe Mauerwerk des „Jungfernfriedhofes“ einheitlich gestaltet. Noch bis heute ist es in dieser Form erhalten geblieben und steht unter Denkmalschutz.
Im Oktober des Jahres 1817 wurde mit einem „dreitägen Jubelfest“ dem 300 Jahre zurückliegenden Thesenanschlages zu Wittenberg gedacht. Hier tat sie sich als Stifterin hervor. Der Uetersener Klosterprediger Diederich Leberecht Hoepfner (1778–1830) berichtigt in seiner Kirchenchronik, welche er mit dem Jahre 1817 begann: „Die Hochwürdige Frau Priörin...welche schon für hiesige Canzel und Altartisch eine neue handgestickte Decke...geschenkt hatte, fasste bereits im Anfange des Jahres den Entschluss, die Feier des Jubelfestes durch ein neues Altarbild zu verherrlichen... Unsere sonst so schöne Kirche war nämlich durch ein höchst unwürdiges, geschmackloses Altarbild recht eigentlich verunziert. Es stellte die Einsetzung des Heiligen Abendmahles vor, und die Figuren waren in Holz erhaben gearbeitet. Schon lange war es der Wunsch, dieses durch ein besseres ersetzt zu sehen. Der Auftrag dazu ward einem jungen Maler Bendixen in Hamburg gegeben.“
Amalie Benedicte Dorothea von Gollowin war eine außergewöhnliche Persönlichkeit, eine Frau mit großem Herzen und ihrer Zeit weit voraus. Die damals 33-jährige Konventualin Anna Sabina von Buchwaldt aus dem Hause Gudumlund (1781–1860) und der neun Jahre jüngeren Apothekergehilfe und spätere Arzt August Bösch (1790–1833) hatten ein Liebesverhältnis angefangen, als von Gollowin ihr Amt angetrat. Anna Sabina von Buchwaldt trug bereits ein Kind unter dem Herzen. Priorin von Gollowin tat alles dafür, dass dieser Fall nicht bekannt wurde, denn das Bekanntwerden hätte Anna Sabina ihren Klosterplatz gekostet und das junge Glück ins Elend zu stoßen. Anna Sabina blieb bis vier Wochen vor ihrer Niederkunft im Kloster. Bei Verwandten in Helmstorf kam die Tochter Camilla Luitgarde am 6. April 1815 zur Welt, wurde in Altona getauft und auch dort in Pflege gegeben. Anna Sabina von Buchwaldt kam nach Uetersen zurück und wohnte weiterhin im Kloster. Ihr heimlicher Verlobten machte in Kiel sein Examen und am 3. Dezember 1816 feierten die beiden in aller Stille, mit einer Haustrauung im Kloster ihre Hochzeit. Das Paar blieb im Hause der Braut auf dem Klosterhofe wohnen und von hier aus betrieb August Bösch seine außerordentlich erfolgreiche Praxis. Camilla Luitgarde wurde später zu den Eltern nach Uetersen geholt. Nach späterer Bekanntgabe der Hochzeit von Konventualin Anna Sabina mit dem Sohn eines Uetersener Arbeiters erregte diese kein Aufsehen, was zur damaligen Zeit keine Selbstverständlichkeit war.
Als Wohltäterin ließ sie arme Leute, die sich keinen Arzt leisten konnten, auf ihre Kosten durch den Arzt August Bösch behandeln. Diejenigen, die sich nicht selbst zum Arzt begeben können, wurden durch Bedienstete mit einer Sänfte befördert. Noch heute gilt von Gollowin als Pionierin des Krankentransportwesens in Schleswig-Holstein.
Amalie Dorothea Benedicte von Gollowin starb am 23. Mai 1831 und wurde von der Uetersener Bevölkerung als große Wohltäterin verehrt und nach ihrem Tod im gesamten Flecken tief betrauert. Ihr Tod unterbrach die Hochzeitsfeierlichkeiten von Wilhelm Mannhard und Charlotte Hoepfner die Tochter hiesigen Hauptpastors Diederich Leberecht Hoepfner. Sie setzte in ihrem Testament das Kloster zum Generalerben ihres Vermögens ein. Das restliche Vermächtnis, ein auf insgesamt 125 eng beschriebenen Seiten im Kanzleiformat aufgelistet, wurden ihre hinterlassenen Mobilien und Moventien am 19. September 1831 zu Gunsten des Klosters in öffentlicher Auktion angeboten.